# Templo y exconvento de San Francisco (Tepeapulco)
El Templo y exconvento de San Francisco se encuentra localizado en la ciudad de Tepeapulco, Hidalgo (México). Pertenece al conjunto de edificaciones mendicantes levantadas por los franciscanos en el siglo XVI.

## Historia
La conquista de México por Hernán Cortés, quedó consumada con la rendición de Tenochtitlán el 13 de agosto de 1521. El trabajo de evangelización en la Nueva España empezó en 1524 cuando arribaron doce franciscanos, en 1526 el mismo número de dominicos y en 1533 siete agustinos. En el estado de Hidalgo empezó cuando los franciscanos llegaron a Tepeapulco en 1527 y los agustinos legan a Atotonilco el Grande y Metztitlán en 1536.
El conjunto religioso se fundó sobre un Teocalli dedicado a Huitzilopochtli en 1528; en 1530 se había constituido y fue designado a Fray Andrés de Olmos como su primer custodio. Fray Bernardino de Sahagún lo habitó entre 1558 a 1560 estudiando y recogiendo datos. La primera construcción fue reedificada en 1577 siendo guardián Fray Diego de la Peña. La secularización tuvo lugar en octubre de 1772, cuando era prior Fray Antonio Fuentes, quien lo entregó al primer cura clérigo beneficiado bachiller Miguel Pereli, quedando como parroquia del Arzobispado de México.

## Arquitectura

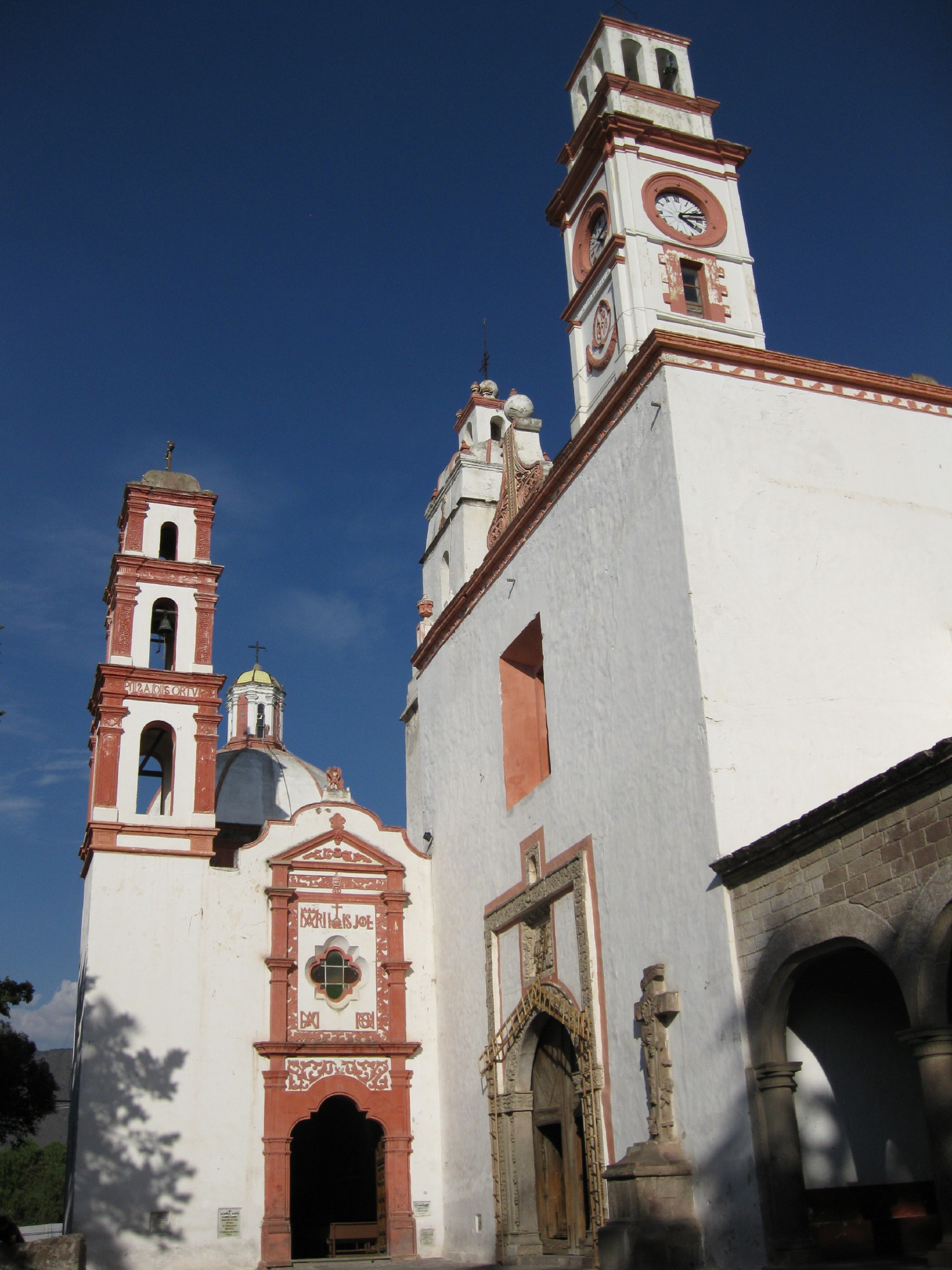
Fachada principal.

### Atrio
El conjunto situado sobre el antiguo "teocalli", ocupan una meseta cuya altura pasa de siete metros sobre el nivel de la calle, presenta una escalinata rematada por un arco monumental que constituye la entrada al zatrio, hoy convertido en jardín público.
Una escalinata de piedra lleva del jardín a la iglesia, en ella se encuentran una cruz atrial adosada al muro, especie de síntesis que hable del martirio de Cristo, y se hermana con otra cruz que se encuentra incrustada a la mitad de la parte superior del muro izquierdo de la nave principal, cercana al altar. Ambas cruces están realizadas en piedra gris labrada.

### Templo
Todavía más alta que el atrio está la iglesia, para llegar a la cual hay que ascender por una escalinata que conduce a la fachada principal, a la cual y en su extremo sur, se construyó en el siglo XVIII la capilla de Jesús Nazareno. La torre del reloj es de 1908, fecha que ostenta sobre su fachada principal, y se debe a la iniciativa del entonces Presidente Municipal, don Isidro Delgadillo.
La fachada está compuesta por un arco de menos de medio punto soportado por dobles pilastras; la primera es donde apea el arco, mientras que la segunda recibe el alfiz. Las pilastras se forman por dos columnillas que recuerdan el gótico y enmarcan una faja ornamentada con florones y entrelazas, terminan en su parte baja por basas compuestas por dos toros unidos por la escocia muy desarrollada.
El capitel de forma trapezoidal, encierra una magnífica ornamentación de hojas, la alfiz tiene por motivo decorativo ramilletes de hojas que se repiten en toda su extensión, y al borde exterior se talló el cordón franciscano que con nudos de trecho en trecho remata, al encontrar las bases de los pilares, en dos borlas.
El interior de la nave está muy deteriorado, pero en contraste hay una capilla adjunta cuya fachada está marcada por los crismones de María, José y Jesús; tiene planta octogonal y doble cúpula; su sentido simbólico-místico se subraya con la forma en que están colocadas las ventanas con vitral (cruz griega) y sus colores: verde para el eje norte-sur (esperanza), rojo para el este-oeste (claridad) y blanco para el centro (fe y pureza).

### Convento

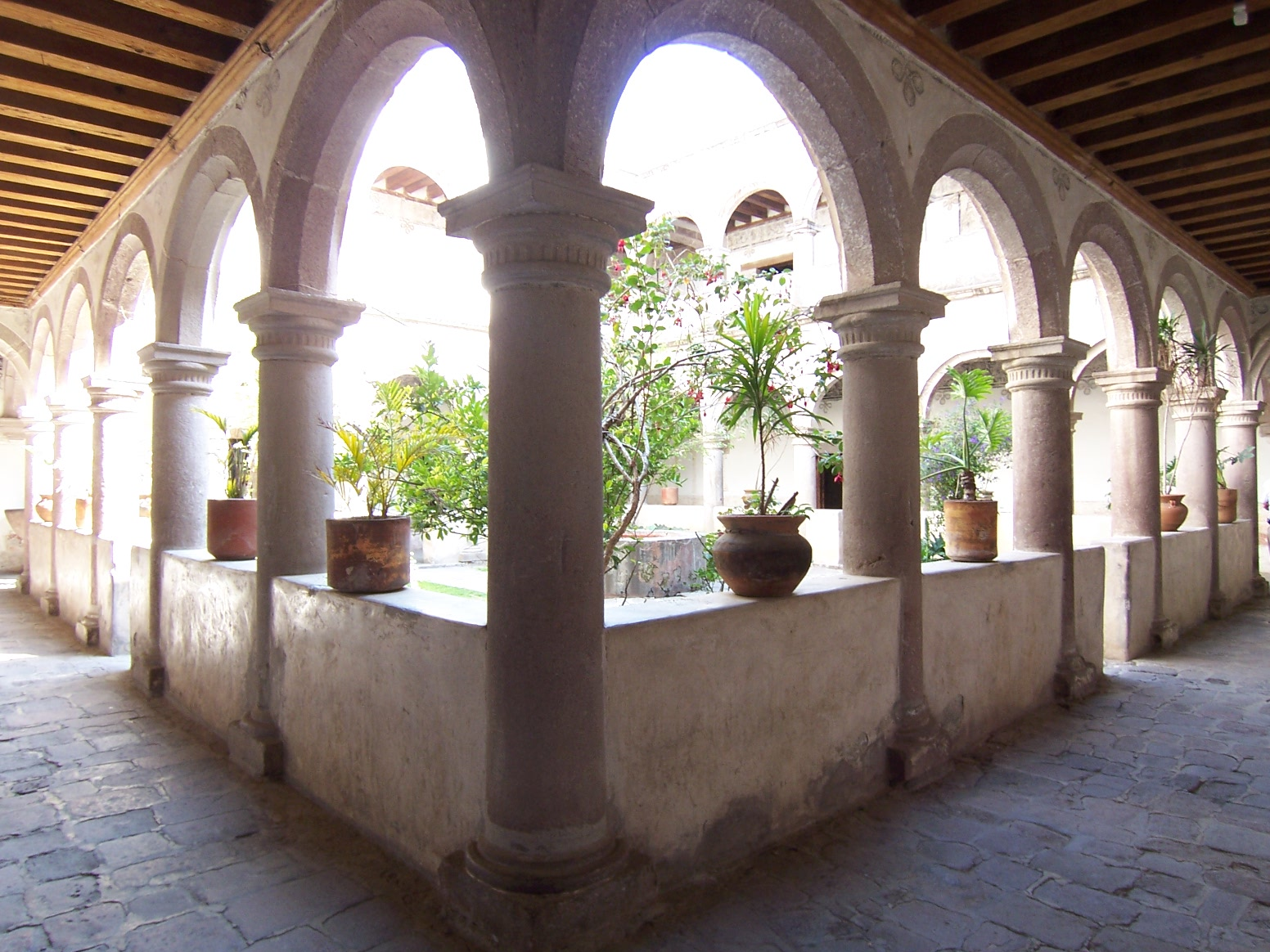
Claustro.

Al lado sur se encuentra la torre que,es de un solo cuerpo, cuadranglar, del que pasa a la pirámide truncada recordando el chapitel, y de allí pasa a la abovedada para terminar en remate cuadrangular con cuatro vanos de medio punto. Separa el cuerpo del resto una cornisa formada por un gran caveto de piedra que acusa su manufactura primitiva del siglo XVI.
El claustro, de planta cuadrada y en dos pisos cuenta en el primero con cinco arcadas de medio punto, en cada lado. Su cubierta es de viguería de cedro. De menor altura que el primero es el segundo piso, que se superpone con idéntico partido de composición, aunque las columnas de menores dimensiones, distinguiéndose por ser más esbeltas y por no ser los arcos rebajados y su arquivolta un semicírculo.

## Museo
El museo fue inaugurado el 1 de febrero de 1959 exhibe piezas arqueológicas:
- La primera sala está destinada a exposiciones temporales.
- La sala dos se exhiben objetos de barro con influencias de las culturas Tlatilco y Copilco del horizonte preclásico; un espacio está dedicado objetos provenientes de la zona arqueológica de Xihuingo.
- La sala tres del Horizonte Posclásico se presentan objetos producidos en cerámica de la cultura mexica.
- La sala cuatro dedicada al Horizonte Preclásico, resalta la importancia que tuvo la religión en la vida del pueblo mexica.